# Awakened
Awakened es el sexto álbum de estudio de la banda estadounidense de metalcore As I Lay Dying. El álbum se lanzó el 25 de septiembre de 2012 a través de Metal Blade Records. Fue producido por Bill Stevenson (baterista de Descendents) y grabado en The Blasting Room en Fort Collins, Colorado, y Lambesis Studios en San Diego, California. Es el último álbum lanzado por la banda antes de su receso en 2014 hasta su regreso en 2017. 

## Lanzamiento y promoción
El 22 de junio de 2012, se anunciaron el título, la fecha de lanzamiento y el primer sencillo. El 25 de junio, el primer sencillo, "Cauterize", se lanzó para descarga gratuita y se pudo comprar en línea al día siguiente. El 27 de junio, se lanzó un video con la letra de "Cauterize" junto con la portada del álbum. La banda también organizó un evento en Facebook para invitar a los fans a participar en la grabación del video musical de "A Greater Foundation". Los fans pudieron reservar una copia durante la gira del Rockstar Mayhem Festival de 2012. La banda publicó fragmentos del álbum a través de SoundCloud antes de su lanzamiento, y el 11 de septiembre se estrenó el videoclip de "A Greater Foundation".

## Lista de canciones
Todas las letras escritas por Tim Lambesis, toda la música compuesta por As I Lay Dying. 
| N.º | Título                       | Duración |  |
| 1.  | «Cauterize»                  | 3:37     |  |
| 2.  | «A Greater Foundation»       | 3:46     |  |
| 3.  | «Resilience»                 | 4:07     |  |
| 4.  | «Wasted Words»               | 4:20     |  |
| 5.  | «Whispering Silence»         | 4:30     |  |
| 6.  | «Overcome»                   | 4:36     |  |
| 7.  | «No Lungs to Breathe»        | 4:04     |  |
| 8.  | «Defender»                   | 4:04     |  |
| 9.  | «Washed Away» (instrumental) | 1:00     |  |
| 10. | «My Only Home»               | 4:05     |  |
| 11. | «Tear Out My Eyes»           | 4:37     |  |

| iTunes/Limited Edition |                                                   |          |  |
| N.º                    | Título                                            | Duración |  |
| 12.                    | «Unwound» (B-Side demo)                           | 3:58     |  |
| 13.                    | «A Greater Foundation» ((Versión demo extendido)) | 3:58     |  |

## Personal
As I Lay Dying
- Tim Lambesis - Voz
- Jordan Mancino - Batería
- Phil Sgrosso - Guitarra rítmica, piano
- Nick Hipa - Guitarra líder
- Josh Gilbert - Bajo, coros